# Energía de Estonia
Eesti Energia AS es una empresa pública de energía con sede en Tallin, Estonia. Es la mayor compañía del mundo dedicada a la conversión de esquisto bituminoso en energía. La empresa fue fundada en 1939. A partir de 2014, opera en Estonia, Letonia, Lituania, Finlandia, Jordania y Utah, Estados Unidos. En Estonia, la empresa opera bajo el nombre «Eesti Energia», mientras que para sus actividades internacionales utiliza la marca «Enefit». La principal materia prima para la producción de energía, el esquisto bituminoso, se extrae de minas ubicadas en el este de Estonia y que son propiedad de la compañía. El grupo Eesti Energia cuenta con tres áreas principales de operación: generación de electricidad, producción de petróleo de esquisto y venta y distribución de electricidad. Sus acciones pertenecen al Gobierno de Estonia.

## Historia

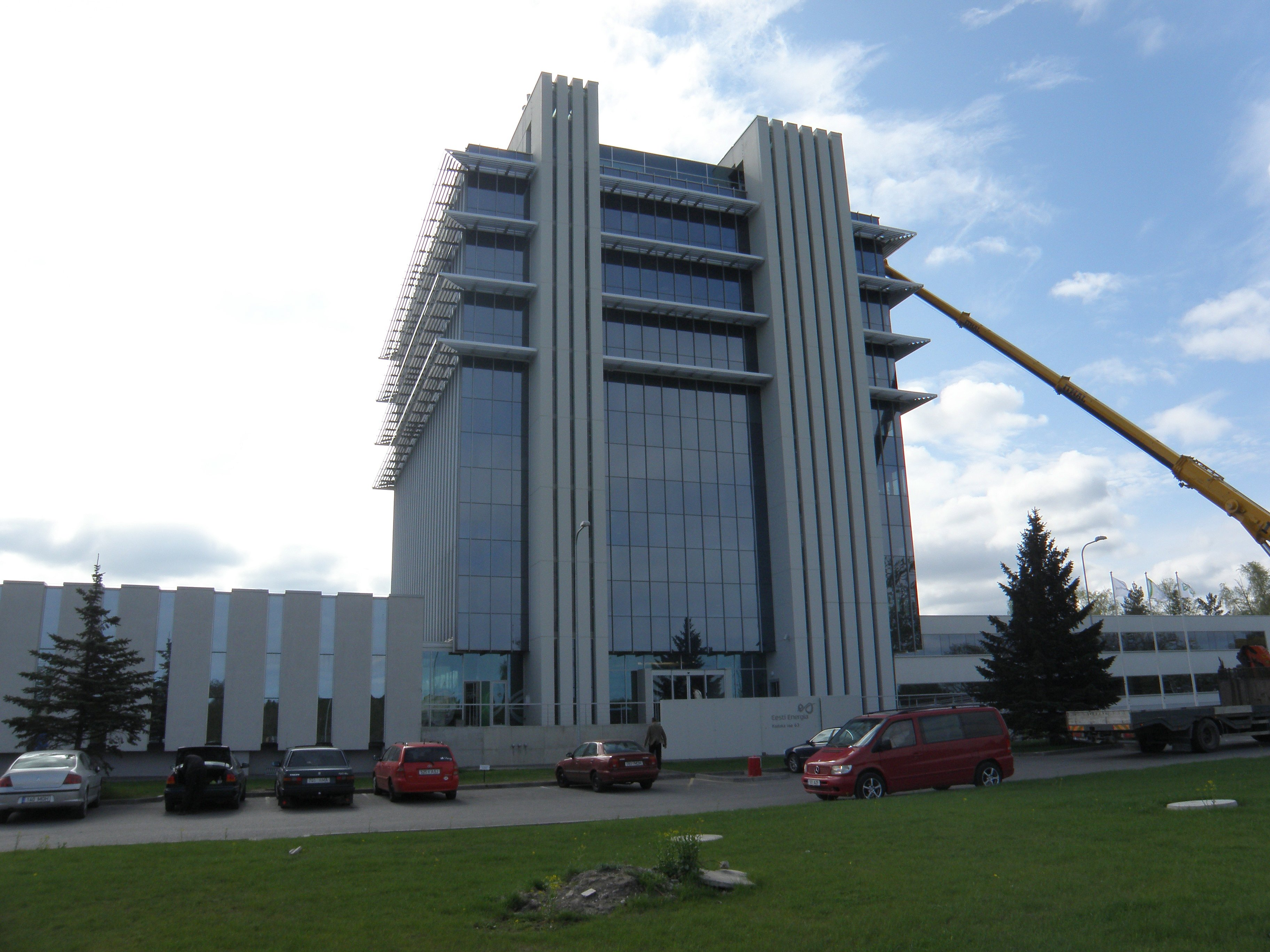
Oficina de servicio de Elektrilevi en Kadaka, Tallin.

Eesti Energia fue fundada en 1939. En 1998, fue reorganizada, pasando de ser una empresa estatal a una sociedad de responsabilidad limitada. Entre 1998 y 1999, se separaron dos compañías de distribución —Läänemaa Elektrivõrk y Narva Elektrivõrk— que posteriormente fueron privatizadas.
En 1995, el Gobierno de Estonia inició negociaciones con NRG Energy, una filial de Northern States Power Company, para crear una empresa conjunta basada en las Centrales Eléctricas de Narva, una subsidiaria de Eesti Energia. Según los términos acordados en el año 2000, NRG Energy adquiriría el 49 % de las acciones de estas centrales. En ese momento, las Centrales Eléctricas de Narva también poseían el 51 % de la empresa minera de esquisto bituminoso Eesti Põlevkivi. Sin embargo, la propuesta generó una fuerte oposición pública y política. El acuerdo fue cancelado por el Gobierno el 8 de enero de 2002, luego de que NRG Energy no lograra asegurar la financiación dentro del plazo establecido. Posteriormente, el 21 de agosto de 2002, NRG Energy presentó una demanda en Londres reclamando una compensación de 100 millones de libras esterlinas por daños, pero esta fue rechazada.
En 1999, el Gobierno transfirió el 51 % de las acciones de Eesti Põlevkivi a Narva Elektrijaamad. En 2003, se transfirió el 49 % restante a Eesti Energia. Además, el 51 % de acciones en manos de Narva Elektrijaamad también fue transferido a Eesti Energia, por lo que Eesti Põlevkivi pasó a ser una subsidiaria de propiedad total de Eesti Energia.
En el año 2000, Eesti Energia y Latvenergo anunciaron un plan para fusionarse y crear un nuevo grupo energético báltico, denominado «Baltic Power Group». No obstante, el proyecto fue cancelado debido a la legislación letona que prohíbe la privatización de Latvenergo y a las incertidumbres relacionadas con el acuerdo con NRG.
En 2003, Eesti Energia intentó privatizar la compañía de distribución lituana RST. A pesar de cumplir con todos los requisitos y ser el único postor en la etapa final, el proceso fue detenido por el Gobierno de Lituania.
El 1 de diciembre de 2005, durante una visita oficial a Estonia, el primer ministro de Lituania, Algirdas Brazauskas, se reunió con el director ejecutivo de Eesti Energia, Sandor Liive, para discutir la participación de la empresa estonia en el proyecto de la planta nuclear de Visaginas. El 8 de marzo de 2006, los directivos de Lietuvos Energija, Eesti Energia y Latvenergo firmaron en Ignalina un memorando de entendimiento para preparar la construcción de un nuevo reactor nuclear en Lituania. Eesti Energia participó en las negociaciones durante seis años; sin embargo, el proyecto fue suspendido tras un cambio de gobierno en Lituania a finales de 2012.
En 2006, Eesti Energia comenzó a operar en el mercado energético Nord Pool Spot al adquirir la empresa finlandesa Solidus Oy. Ese mismo año, empezó a vender electricidad en Letonia y, un año después, en Lituania. También en 2006, inició sus actividades internacionales en el ámbito del esquisto bituminoso, creando la filial Oil Shale Energy of Jordan para desarrollar un proyecto en Jordania. El memorando de entendimiento con el Gobierno jordano fue firmado el 5 de noviembre de 2006, y el acuerdo de concesión se firmó el 11 de mayo de 2010, en presencia de los primeros ministros de ambos países. En marzo de 2011, Eesti Energia adquirió el 100 % de las acciones de la empresa estadounidense Oil Shale Exploration Company, con sede en Utah.
Como parte de la implementación del tercer paquete energético de la Unión Europea, el 28 de agosto de 2009 el Gobierno decidió separar y adquirir el operador del sistema de transmisión Elering, que hasta entonces pertenecía a Eesti Energia. La transacción se completó el 28 de enero de 2010.
En 2010, el Gobierno consideró una oferta pública inicial de acciones en la Bolsa de Londres; sin embargo, esta fue pospuesta.
El 29 de mayo de 2018, se anunció que Enefit Green, la filial de energía renovable de Eesti Energia, adquiriría el 100 % de las acciones de la empresa de renovables Nelja Energia por 289 millones de euros, además de asumir préstamos por valor de 204 millones de euros. El acuerdo fue aprobado y finalizado en noviembre de 2018.
Desde 2019, Eesti Energia posee el 100 % de las acciones de 4Energia, con lo que opera 17 parques eólicos en Estonia y Lituania con una capacidad total de 287 MW, una planta de cogeneración en Letonia que produce 3,9 MW de electricidad y 19,2 MW de calor a partir de biomasa, y una planta de pellets con una producción anual de 140 000 toneladas.

## Actividades internacionales
En Jordania, su filial Jordan Oil Shale Energy Company está preparando la construcción de una planta de producción de petróleo de esquisto con una capacidad de 36.000 barriles por día (5.700 m³/día). La planta utilizará la tecnología de procesamiento Enefit, y su construcción estaba inicialmente prevista para comenzar en 2015. Otra filial en Jordania, Attarat Power Company, tiene planes para construir una central eléctrica de 460 MW alimentada por esquisto bituminoso en Attarat Umm Ghudran. Aunque se esperaba que la planta entrara en funcionamiento en 2016, la construcción comenzó finalmente en 2017, con una fecha estimada de finalización para 2021.
En Utah, Estados Unidos, su filial Enefit American Oil posee o arrienda más de 30.000 acres (120 km²) de terrenos ricos en esquisto bituminoso en la cuenca del río Green. Enefit American Oil planea construir una planta de producción de petróleo de esquisto con una capacidad de 57.000 barriles por día (9.100 m³/día).